# 5731 (année hébraïque)
5731 (hébreu : ה'תשל"א, abbr. : תשל"א) est une année hébraïque qui a commencé à la veille au soir du 1er octobre 1970 et s'est finie le 19 septembre 1971. Cette année a compté 354 jours. Ce fut une année simple dans le cycle métonique, avec un seul mois de Adar. Ce fut la cinquième année depuis la dernière année de chemitta.
En l'an 5731, l'État d'Israël a fêté ses 23 ans d'indépendance.

## Calendrier
Ce calendrier hébraïque de l'année 5731 donne les correspondances avec les dates du calendrier grégorien.
Le premier nombre dans chaque case correspond au jour du mois hébraïque. Les jours en couleurs sont des jours remarquables juifs ou israéliens.
| ◄◄ | 5731 | ►► |

## Événements
- Sadate propose une réouverture du canal de Suez conditionnée par un retrait partiel des forces israéliennes. Le projet, soutenu par les États-Unis, échoue sur la question de la démilitarisation du Sinaï et sur celle des frontières. Rogers, qui a soutenu ce plan, est définitivement écarté des affaires moyen-orientales.

## Naissances
- Alon Harazi
- Eyal Golan

## Décès
- Nathan Ackerman
- Samuel Bronfman

5726 - 5727 - 5728 - 5729 - 5730 - 5731 - 5732 - 5733 - 5734 - 5735 - 5736